# Temporada 1965 de Turismo Carretera

## Carreras
| Fecha      | #  | Carrera                          | Circuito                             | Podio, Auto, Tiempos y Promedios Grales. |
| ---------- | -- | -------------------------------- | ------------------------------------ | --- |
| 06/01      | 1  | Vuelta al Lago, Villa Carlos Paz |                                      | 1.º 2 Pairetti, Carlos - Volvo 122 S - 2h22m09s4/5 2.º 3 Ciani, Marcos - Dodge Coupe/Slant Six - 2h25m48s3/5 3.º 11 Bertolotto, Antonio - Ford Coupe/59 AB - 2h30m17s3/5 4.º 12 Rios, Armando J. - Chevrolet Coupe/4 IA - 2h32m49s2/5 5.º 23 Brenner, Gualterio - Volkswagen - 2h47m10s0/5 6.º 14 Feijoo, Marcial - Ford Coupe/59 AB - 2h47m49s2/5 7.º 16 Carauni, Eduardo - Rambler Classic - 2h50m30s0/5 Promedio: 93,690 km/h Récord de vuelta : Ruben Roux , en la 1.º vuelta , en 23m10s2/5 a 95,814 km/h |
| 16/01      | 2  | GP de Villa Carlos Paz           |                                      | 1.º Carlos Pairetti – Chevrolet 2h 22m 9s 4/5 2.º Marcos Ciani – Dodge 2h 25m 48s 3/5 3.º Antonio Bertoloto – Ford 2h 30m 17s 3/5 4.º Armando J. Ríos – Chevrolet 2h 32m 49s 2/5 5.º Walterio Brenner – Volskwagen 2h 47m 10s 6.º Marcial Freijóo – Ford 2h 47m 49s 2/5 7.º Eduardo Carauni – Rambler 2h 50m 30s |
| 21/02      | 3  | Vuelta de Firmat                 |                                      | 1.º 1-Dante Emiliozzi - Ford - 3h22m52s2 - 4v 2.º 4-Ruben Luis Di Palma - Chevrolet - 3h23m38s3 - 4v 3.º 8-Jorge Cupeiro - Chevrolet - 3h26m16s0 - 4v 4.º 15-«Sandokan» (Nestor Marincovich) - Chevrolet - 3h34m46s1 - 4v 5.º 41-Carlos Menditeguy - Ford F-100 - 3h38m46s0 - 4v 6.º 6-Oscar Cordonnier - Chevrolet - 3h44m44s1 - 4v 7.º 31-Juan Carlos Latuf - Ford - 3h45m01s2 - 4v 8.º 16-Carlos Loeffel - Chevrolet - 3h47m21s1 - 4v 9.º 12-Antonio Bertolotto - Ford - 3h52m48s3 - 4v 10.º 37-«Pepe Zanetta» (Jose Zanetta) - Fiat 1500 - 3h11m26s0 - 3v 11.º 19-Marcial Feijoo - Ford - 3h36m20s1 - 3v Circuito: mixto de 152 kilómetros (111 km de pavimento y 41 km de tierra) - 608 km Promedio del ganador : 179,816 km/h Récord de Vuelta : Dante Emiliozzi en la 4 vuelta en 47m30s4 a 193,575 km/h |
| 13/03      | 4  | Buenos Aires                     | Autódromo Municipal Circuito nº2     | 1.º Jorge Cupeiro – Chevitú. 28m 12s 2/10 2.º Vicente Sergio – Ford a 4s 8/10 3.º Ricardo Domínguez – Chevrolet a 7s 9/10 4.º Armando J. Rios – Chevrolet a 13s 2/10 5.º Remo Gamalero – Ford a 1 Vta. 6.º Enrique Pourciel – Ford a 1 Vta. El récord de vueltas para Jorge Cupeiro, con 1m 22s 2/10 a un promedio de 137,498 km/h |
| 17 a 27/03 | 5  | GP Dos Océanos                   | Por caminos de Mar del Plata a Chile | 1.º 1 Emiliozzi, Dante - Ford Coupe ‘39/59 AB - 26h19m57s4/5 2.º 13 De Alzaga, Rodolfo - Ford Falcon/188 - 26h46m57s0/5 3.º 75 Viale del Carril, Atilio - Ford Falcon/188 - 27h17m25s1/5 4.º 26 Chabert, Raul - Ford Coupe/59 AB - 29h42m09s4/5 5.º 10 Casa, Eduardo - Ford Coupe ‘40/59 AB - 29h42m29s1/5 6.º 7 Polinori, Norberto - Chevrolet Coupe/4 IA - 31h01m18s1/5 7.º 4 Jaras, Raul - Chevrolet Coupe/4 IA - 31h10m03s1/5 8.º 57 Bergamini, Armando - Chevrolet Coupe/4 IA - 32h02m26s0/5 9.º 33 Marsilli, Nelo - Ford Coupe/59 AB - 31h14m15s3/5 10.º 17 Bertolotto, Antonio - Ford Coupe/59 AB - 32h52m04s1/5 11.º 31 Rey, Hector - Fod Coupe/59 AB - 33h14m21s1/5 Promedio del ganador : 158,325 km/h |
| 04/04      | 6  | Premio Vendimia                  | San Martín (Mendoza)                 | 1.º 36- P.Gulle - Chevrolet - 29m.04s.8 - 20 vts. 2.º 8- J.A.Band Zalles - Austin Mini Cooper - 29m.29s.4 - 20 vts. 3.º 3- B.Garafulic Stipicic - Volvo - 29m.39s.8 - 20 vts. 4.º 22- L.Gimeno - Ford - 29m.50s.1 - 20 vts. 5.º 17- R.Brambilla - Austin Mini Cooper - 30m.05s.3 - 20 vts. 6.º 7- E.B.Pourciel - Ford - 29m.06s.2 - 19 vts. 7.º 9- N.D.Poggio Rinaldi - Auto Union - 30m.35s.9 - 18 vts. 8.º 6- E.Marabini - Isard - 30m.35s.8 - 14 vts. Promedio del ganador : 109,134 km/h |
| 11/04      | 7  | Buenos Aires                     | Autódromo Municipal                  | 1.º Rubén L. Di Palma – Chevrolet 30m 29s 8/10 2.º Jorge Cupeiro – Chevitu a 2s 7/10 3.º Pablo Facchini – Ford a 59s 2/10 4.º Carmelo Galbato – Ford a 1m 11s 1/10 5.º Elpidio Tortone – Chevrolet a 1m 13s 4/10 6.º Ricardo Domínguez – Chevrolet a 1 Vta. 7.º Ernesto Scally – Ford a 1 Vta. 8.º Remo Gamalero – Ford a 1 Vta. 9.º Norberto Pascuali – Ford a 1 Vta. 10.º Enrique Pourciel – Ford a 1 Vta. El promedio del ganador fue de 123,536 km/h El récord de vueltas para Rubén L. Di Palma con 1m 28s 2/10 a un promedio de 128,145 km/h, logrado en la 9.ª vuelta. |
| 17 a 18/04 | 8  | Vuelta de Hughes                 | Por caminos de Hughes y Río Cuarto   | 1.º Carlos Loeffel – Chevrolet 5h14m19s4 2.º Eduardo Casá – Ford a 16m 41s 1/10 3.º Erverto Rodríguez – Chevrolet a 34m 16s 5/10 4.º Norberto Aloé – Chevrolet 5.º Héctor Rey – Ford 6.º Otto Parodi – Ford 7.º Juan Luluaga – Chevrolet 8.º Marcial Feijóo – Ford 9.º Héctor Marcellino – Ford Promedio del ganador fue de 172,542 km/h |
| 25/04      | 9  | Vuelta de Necochea               | -                                    | 1.º Dante Emiliozzi – Ford 3h 35m 52s 3/10 2.º Raúl O. Gougy – Chevrolet a 9m 40s 8/10 3.º Oscar Cordonnier – Chevrolet a 13m 23s 1/10 4.º Julio Faustino – Chevrolet a 14m 4s 7/10 5.º Norberto Polinori – Chevrolet a 14m 8s 6.º Antonio Tempone – Ford a 15m 6s 1/10 7.º Juan Félix Luluaga – Chevrolet a 16m 24s 8.º Mario Tarducci – Chevrolet a 16m 32s 1/10 9.º Héctor Rey – Ford a 27m 52s 2/10 10.º Roque Spertino – Ford a 31m 43s 9/10 El promedio del ganador fe de 204,950 km/h. El récord de vueltas para Carlos Walter Löeffel con 1h 45m 50s 8/10 a 209 Km/h en la primera vuelta. |
| 02/05      | 10 | X Vuelta de La Pampa             | Por caminos de Gral. Pico            | 1.º Eduardo Casa – Ford F-100 - 4h 7m 30s 4/10 2.º José Manzano – Chevrolet a 20s 4/10 3.º Rodolfo De Alzaga – Ford Falcon/188 a 11m 14s 2/10 4.º Oscar Cordonier – Chevrolet a 15m 4s 8/10 5.º Rubén L. Di Palma – Chevrolet a 24m 8s 4/10 6.°Félix A. Peduzzi – Chevrolet a 28m 2s 8/10 7.º Raúl Chabert – Ford a 35m 58s 8/10 8.º Héctor Rey – Fod Coupe/59 AB a 38m 14s 8/10 9.º Aurelio Santoro – Ford a 48m 25s 9/10 10.º Saturnino Córdoba – Ford a 1h 5m 33s 6/10 El promedio del ganador fue de 172,601 km/h |
| 09/05      | 11 | Vuelta de Pergamino              | -                                    | 1.º 5 Cupeiro, Jorge - Chevrolet Nova II/Super 230 - 2h47m55s4 2º 1 Emiliozzi, Dante - Ford Coupe ‘39/59 AB - 2h50m00s2 3.º 11 Gimeno, Hugo - De Soto Coupe/Slant Six - 2h50m17s0 4.º 10 Gougy, Raúl Oscar - Chevrolet Coupe/4 IA - 2h53m02s4 5.º 6 Loëffel, Carlos Walter - Chevrolet Coupe ‘41/Super 230 - 2h54m04s0 6.º 20 Cottet, Raúl - Ford Coupe/F-100 - 2h55m10s2 7.º 4 Cordonnier, Oscar - Chevrolet Coupe/4 IA - 2h55m30s6 8.º 29 Tintirelli, Ovidio - Chevrolet Coupe/4 IA - 2h57m39s2 9.º 22 Luluaga, Juan Félix - Chevrolet Coupe ‘37/4 IA - 2h58m11s0 10.º 7 Galbato, Carmelo - Ford Coupe ‘38/F-100 - 2h58m54s4 11.º 15 Faustino, Julio - Chevrolet Coupe/4 IA - 3h01m03s2 12.º 28 Marcellino, Héctor - Ford Coupe/59 AB - 3h05m50s0 13.º 24 Ferrari, Luis A. - Ford Coupe/59 AB - 3h09m31s4 14.º 54 Silvani, Mario - Ford Coupe/59 AB - 3h13m12s6 15.º 44 Nardini, Delio - Chevrolet Coupe/4 IA - 3h14m27s2 16.º 42 Silvestro, Juan C. - Ford Coupe/59 AB - 3h16m28s4 17.º 17 Feijóo, Marcial - Ford Coupe/59 AB - 3h19m12s4 Promedio del ganador: 193,570 Km/h. Récord de vuelta: Jorge Cupeiro, en la 4.º vuelta, en 32m38s2 |
| 16/05      | 12 | Vuelta de Ensenada               | -                                    | 1.º 3 Loëffel, Carlos Walter - Chevrolet Coupe ‘41/Super 230 - 2h53m41s8 2.º 4 De Alzaga, Rodolfo - Ford Falcon/188 - 3h01m12s7 3.º 1 Gimeno, Hugo - De Soto Coupe/Slant Six - 25 vueltas 4.º 36 Di Palma, Rubén Luis - Chevrolet Coupe ‘38/4 IA - 24 vueltas 5.º 15 Rodríguez, Everto - Chevrolet Coupe/4 IA - 24 vueltas 6.º 9 Marincovich, Néstor - Chevrolet Coupe/4 IA - 24 vueltas 7.º 17 “El Cuyanito” - Ford Coupe/59 AB - 23 vueltas 8.º 16 Laborito, Roque - Ford Coupe/F-100 - 23 vueltas 9.º 13 Pascuali, Norberto - Ford Coupe/59 AB - 23 vueltas 10.º 2 Peduzzi, Félix Alberto - Chevrolet Coupe/4 IA - 23 vueltas 11.º 11 Rossetto, Plinio Abel - Ford Coupe/F-100 - 21 vueltas 12.º 5 Cupeiro, Jorge Chevrolet Nova II/Super 230 - 19 vueltas Promedio del ganador: 178,509 Km/h. Récord de vuelta: Jorge Cupeiro, en la 13.º vuelta, en 6m25s0 a 185,853 Km/h. |
| 23/05      | 13 | Vuelta de Santa Fe               | Por caminos de Venado Tuerto         | 1.º 3 Ciani, Marcos - Dodge Coupe ‘39/Slant Six - 3h26m21s3 2.º 1 Emiliozzi, Dante - Ford Coupe ‘39/59 AB - 3h26m41s4 3.º 11 Marincovich, Carlos Oreste - Chevrolet Coupe ‘37/4 IA - 3h30m22s0 4.º 8 Galbato, Carmelo - Ford Coupe ‘40/F-100 - 3h30m32s0 5.º 7 Manzano, José Alfredo - Chevrolet Coupe/Super 230 - 3h31m05s3 6.º 4 Loëffel, Carlos Walter - Chevrolet Coupe ‘41/Super 230 - 3h40m47s0 7.º 17 Marsilli, Nello - Ford Coupe/59 AB - 3h43m06s2 8.º 2 Di Palma, Rubén Luis - Chevrolet Coupe ‘38/4 IA - 3h44m05s3 9.º 20 Colás, Floreal - Ford Coupe/59 AB - 3h59m48s3 10.º 14 Aloé, Norberto - Chevrolet Coupe/4 IA - 4h00m52s4 11.º 23 Nardini, Delio - Ford Coupe/F-100 - 4h07m47s4 12.º 18 Berti, Conrado - Chevrolet Coupe/4 IA - 4h08m41s2 Promedio del ganador: 171,254 Km/h. Longitud: 592 km. (357 km. pavimento – 235 km. tierra) |
| 30/05      | 14 | Vuelta de Arrecifes              | -                                    | 1.º 1 Cupeiro, Jorge - Chevrolet Nova II/Super 230 - 3h01m49s0 2.º 2 Pairetti, Carlos Alberto - Chevrolet Coupe ‘37/Super 230 - 3h04m52s6 3.º 3 Di Palma, Rubén Luis - Chevrolet Coupe ‘38/4 IA - 3h08m38s0 4.º 10 Ríos, Armando José - Chevrolet Coupe/4 IA - 3h12m23s0 5.º 11 Cordonnier, Oscar - Chevrolet Coupe/4 IA - 3h16m04s4 6.º 4 De Alzaga, Rodolfo - Ford Falcon/188 - 3h18m34s0 7.º 13 Rey, Héctor - Ford Coupe/59 AB - 3h18m55s6 8.º 7 Galbato, Carmelo - Ford Coupe ‘40/F-100 - 3h19m32s0 9.º 19 Tintorelli, Ovidio - Chevrolet Coupe/4 IA - 3h20m56s0 10.º 17 Cottet, Raúl - Ford Coupe ‘39/F-100 - 3h24m01s6 11.º 12 Gougy, Raúl Oscar - Chevrolet Coupe/4 IA - 3h27m05s4 12.º 22 Gritti, Gerardo - Ford Coupe/F-100 - 3h29m22s0 13.º 24 Feijóo, Marcial - Ford Coupe/F-100 - 3h32m19s0 14.º 27 Chabert, Raúl - Ford Coupe/F-100 - 3h37m11s0 15.º 15 Pascuali, Norberto - Ford Coupe/59 AB - 4 vueltas 16.º 35 Martore, Fernando - Ford Coupe/F-100 - 4 vueltas Promedio del ganador: 184.719 Km/h. |
| 06/06      | 15 | Buenos Aires                     | Autódromo Municipal                  | 1.º 1 Cupeiro, Jorge - Chevrolet Nova II/Super 230 – 20V - 29m46s8 2.º 11 Gimeno, Hugo - De Soto Coupe/Slant Six – 20V - 30m44s7 3.º 27 Domínguez, Ricardo - Chevrolet Coupe ‘47/4 IA – 20V - 30m49s9 4.º 6 "Sandokan" (Marincovich) - Chevrolet Coupe/4 IA – 20V - 31m04s2 5.º 15 Tortone, Elpidio - Chevrolet Coupe/4 IA – 20V - 31m27s6 6.º 22 Pacuali, Norberto - Chevrolet Coupe/4 IA – 19V - 29m49s0 7.º 10 Pourciel, Enrique - Ford Coupe/F - 100 – 19V - 30m16s0 8.º 9 Gamalero, Remo - Ford Coupe/F - 100 – 19V - 30m29s8 9.º 12 Sogoló, Adolfo - Ford Coupe/F - 100 – 19V - 30m31s7 10.º 19 Galbato, Carmelo - Ford Coupe ‘38/59 AB – 19V - 30m38s1 11.º 35 Ríos, Armando José - Chevrolet Coupe/4 IA – 19V - 30m45s9 12.º 34 “Catacho” (A. Fernández) - Plymouth Coupe/Slant Six – 19V - 31m20s6 13.º 17 “El Colinero” (F.Urruti) - Volvo 1800 – 18V - 30m04s2 14.º 13 Montero, Tulio - Ford Coupe/59 AB – 18V - 30m55s5 15.º 37 Cecchi, José - Chevrolet Coupe/4 IA – 18V - 31m23s9 Promedio del ganador: 126.509 Km/h. Récord de vuelta : Jorge Cupeiro , 6.º vuelta , 1m21s |
| 13/06      | 16 | Vuelta de Bahía Blanca           | -                                    | 1.º Jorge Cupeiro – Chevytú-Chevrolet 2.º Dante Emiliozzi – La Galera-Ford 3.º Teofilo Bordeu – La Coloradita-Chevrolet 4.º Raúl Chabert – Ford 5.º Felix A.Peduzz -i Chevrolet 6.º Hugo Gimeno – De Soto 7.º Carmelo Galbato – Ford 8.º Ríos, Armando José – Chevrolet 9.º Floreal Colás – Ford 10.º Hector Marcellino – Ford 11.º Matías De La Torre – Ford _ Bahía Blanca 13.º Hector S. Llacqua – Ford – Punta Alta El ganador Jorge Cupeiro, con Chevitú, que para los 608,128 km empleo un tiempo de 3hs 50m 52seg 2/5 a 179,352 km/h de promedio |
| 20/06      | 17 | Vuelta del Centro                | Por caminos de San Francisco         | 1.º 3 Cupeiro, Jorge - Chevrolet Nova II/Super 230 - 2h51m51s 2.º 8 Chabert, Raúl - Ford Coupe/59 AB - 3h02m26s 3.º 14 Tarducci, Mario - Chevrolet Coupe/4 IA - 3h02m32s 4.º 6 Galbato, Carmelo - Ford Coupe ‘38/59 AB - 3h03m39s 5.º 10 Luluaga, Juan Félix - Chevrolet Coupe ‘37/4 IA - 3h34m16s 6.º 12 Nagel, Nicolás - Chevrolet Coupe/4 IA - 3h49m26s NC 1 Pairetti, Carlos - Chevrolet Coupe/4 IA - 1 vuelta NC 17 Gontero, Víctor - Chevrolet Coupe/4 IA - 1 vuelta NC 16 Guerrero, Oscar - Valiant III/Slant Six - NRP NC 19 Capovilla, Atilio - Ford Coupe/59 AB - NRP NC 4 Cordonnier, Oscar - Chevrolet Coupe/4 IA - NRP NL 2 Di Palma, Luis - Chevrolet Coupe ‘38/4 IA Promedio del ganador: 189.374 Km/h. |
| 04/07      | 18 | VI Vuelta de Córdoba             | -                                    | 1.º 9 Gimeno, Hugo - De Soto/Slant Six - 20V - 39m39s8/10 2.º 11 Dominguez, Ricardo - Chevrolet Coupe - 20V - 39m59s7/10 3.º 27 Peduzzi, Felix - Chevrolet Coupe - 20V - 40m00s0/10 4.º 26 Perkins, Gaston - Renault Gordini 1093 - 20V - 40m17s2/10 5.º 8 Estefano, Nasif - Volvo 1.8 - 20V - 40m31s5/10 6.º 30 Gainza Paz, Guillermo - Morris Mini Cooper - 20V - 41m14s2/10 7.º 13 Montero, Tulio - Ford Coupe/59 AB - 20V - 41m48s5/10 8.º 21 Pomodoro, Juan - Isard 1024 - 19V - 40m53s6/10 9.º 12 Urruti, Federico - Volvo 1.8 - 19V - 41m27s1/10 10.º 3 Galbatto, Carmelo - Ford Coupe/59 AB - 18V - 41m26s5/10 Distancia: 20 vueltas (66 km) Promedio del ganador: 99,840 Km/h Récord de vuelta : Hugo Gimeno , 2.º vuelta , en 1m52s6/10 a 105,506 km/h |
| 11/07      | 19 | Vuelta de Cuyo                   | -                                    | 1.º Oscar Cordonnier – Chevrolet 13h 39m 48s 2.º Nasif Estefano – Volvo a 1h 13m 10s 4/10 3.º Raúl Chabert – Ford a 1h 50m 10s 6/10 4.º José Maimone – Ford a 2h 59m 9s 8/10 El promedio del ganador fue de 115 km 383 m por hora. |
| 18/07      | 20 | Vuelta de General Pico           | -                                    | 1.º Jorge Cupeiro – Chevitú 3h 30m 55s 2/10 2.º Hugo Gimeno – De Soto/Valiant a 6m 48s 3.º Raúl Cottet – Ford a 7m 37s 8/10 4.º Armando J. Ríos – Chevrolet a 9m 49s 9/10 5.º Erverto Rodríguez – Chevrolet a 12m 41s 8/10 6.º Rubén L. Di Palma – Chevrolet a 17m 19s 9/10 7.º Juan C. Perkins – Ford a 19m 49s 1/10 8.°Félix A. Peduzzi – Chevrolet a 26m 9s 2/10 9.º Aníbal Muñoz – Ford a 29m 31s 1/10 10.º Delio Nardini – Chevrolet a 34m 45s 2/10 El promedio del ganador fue de 163 km 851 metros x hora. |
| 25/07      | 21 | III Vuelta de Carlos Casares     | -                                    | 1.º 3 Cupeiro, Jorge - Chevrolet Nova II/Super 230 - 3h54m04s4/5 2.º 2 Bordeu, Juan Manuel - Chevrolet Coupe ‘37/4 IA - 3h56m59s1/5 3.º 13 Ríos, Armando José - Chevrolet Coupe/Super 230 - 4h03m30s2/5 4.º 11 Tempone, Antonio - Ford Coupe/59 AB - 4h07m04s1/5 5.º 24 Rienzi, Angel T. - Ford Coupe ‘40/F - 100 - 4h07m21s1/5 6.º 15 Cottet, Raúl - Ford Coupe/F - 100 - 4h10m01s1/5 7.º 14 Rodríguez, Erverto - Chevrolet Coupe/4 IA - 4h10m03s4/5 8.º 10 Roux, Rubén José Javier - Chevrolet Coupe/4 IA - 4h15m07s0/5 9.º 18 Luluaga, Raúl - Ford Coupe/59 AB - 4h18m37s3/5 10.º 33 Villa, Luis - Ford Coupe/59 AB - 4h19m44s1/5 11.º 31 Marcelino, Hector - Ford Coupe/59 AB - 4h33m23s4/5 12.º 25 Martore, Fernando - Ford Coupe/59 AB - 4h35m07s0/5 13.º 51 Irungaray, Jose - Ford Coupe/59 AB - 4h39m15s2/5 14.º 22 Feijoo, Marcial - Ford Coupe/59 AB - 4h39m21s1/5 15.º 43 Dalesio, Felipe - Ford Coupe/59 AB - 4h44m00s4/5 16.º 30 Carioli, Miguel - Dodge/Slant Six - 5h12m25s1/5 17.º 32 Perkins, Juan Carlos - Ford Coupe/59 AB - 2h42m58s1/5 18.º 9 Galbato, Carmelo - Ford Coupe/59 AB - 2h50m31s2/5 19.º 34 Armelia, Manuel - Ford Coupe/59 AB - 2h59m11s4/5 20.º 39 Barreiro, Juan - Ford Coupe/59 AB - 3h06m00s0/5 21.º 52 Bravi, Enrique - Chevrolet Coupe/4 IA - 3h13m04s4/5 22.º 41 Bonanno, Ricardo - Chevrolet Coupe/4 IA - 4h27m55s1/5 23.º 49 Bonifacio, Nicolas - Ford Coupe/59 AB - 5h23m41s0/5 Distancia: circuito de 230,270 km. se recorrieron 3 vueltas (690,810 km) Promedio del ganador: 177.070 Km/h Récord de vuelta : Jorge Cupeiro , 1.º vuelta , en 1h14m54s4/5 a 184,429 km/h |
| 04/08      | 22 | Vuelta de Chacabuco              | -                                    | 1.º 2- J.E.Cupeiro - 1h.00m.24s.8 2.º 3- J.A.Manzano - 1h.03m.36s.2 3.º 1- J.M.Bordeu - 1h.04m.05s.0 4.º 5- R.J.J.Roux - 1h.05m.36s.0 5.º 10- F.A.Peduzzi - 1h.06m.05s.8 6.º 9- M.E.Tarducci - 1h.07m.25s.0 7.º 23- L.J.Villa - 1h.07m.36s.0 8.º 25- N.E.Pascuali - 1h.08m.58s.2 9.º 13- E.S.Scally - 1h.09m.25s.0 10.º 8- A.D.Bertolotto - 1h.09m.33s.2 11.º 22- H.Marcellino - 1h.09m.40s.0 12.º 6- C.O.Marincovich - 1h.09m.55s.0 13.º 28- J.F.Grimoldi - 1h.10m.00s.4 14.º 35- N.A.Bonifacio - 1h.10m.39s.0 15.º 16- O.A.Parodi - 1h.10m.42s.0 16.º 24- J.C.Perkins - 1h.10m.49s.4 17.º 21- R.A.Salez - 1h.11m.49s.0 18.º 15- M.A.Feijoo - 1h.13m.04s.4 Distancia recorrida: 163 km. (2 vueltas de 81,500 km) Promedio del ganador: 161,884 km. por hora |
| 08/08      | 23 | Vuelta de Salto                  | -                                    | 1.º 11 Roux, Rubén José Javier - Chevrolet Coupe ‘37/4 IA - 3h06m44s2 2.º 10 Gimeno, Hugo - De Soto Coupe/Slant Six - 3h08m20s2 3.º 2 Cupeiro, Jorge - Chevrolet Nova II/Super 230 - 3h13m08s4 4.º 14 Tempone, Antonio - Ford Coupe/59 AB - 3h17m58s4 5.º 21 “Suky” (Ernesto Scally) - Ford Coupe/59 AB - 3h20m48s0 6.º 16 Tarducci, Mario - Chevrolet Coupe/4 IA - 3h22m12s2 7.º 26 Marsilli, Nello - Ford Coupe/59 AB - 3h28m46s2 8.º 24 Aloé, Norberto - Chevrolet Coupe/4 IA - 3h29m08s0 9.º 37 Viola, Arturo - Chevrolet Coupe/4 IA - 3h36m22s8 10.º 36 Pourciel, Enrique - Ford Coupe/59 AB - 3h37m40s4 11.º 47 Ortensi, Silvestre - Ford Coupe/59 AB - 3h39m34s0 12.º 32 Bravi, Enrique Raúl - Ford Coupe/59 AB - 3h40m35s0 13.º 28 Tomietto, Oscar - Ford Coupe/59 AB - 3h42m40s2 14.º 30 Bonifacio, Nicolás - Ford Coupe/59 AB - 3h42m57s6 Distancia recorrida: 111,950 km. (28,450 km macadán 6 m de ancho – 42,600 km. pavimento 3 m – 40,900 km tierra) Promedio del ganador: 197.852 Km/h. |
| 15/08      | 24 | Vuelta de Pehuajó                | -                                    | 1.º 12 Rienzi, Ángel T. - Ford Coupe ‘40/F-100 - 3h25m52s4 - 5 2.º 2 Cupeiro, Jorge - Chevrolet Nova II/Super 230 - 3h26m48s3 - 5 3.º 1 Pairetti, Carlos Alberto - Chevrolet Coupe ‘37/4 IA - 3h30m07s0 - 5 4.º 7 Gimeno, Hugo - De Soto Coupe/Slant Six - 3h36m29s4 - 5 5.º 6 Roux, Rubén José Javier - Chevrolet Coupe ‘37/4 IA - 3h36m53s1 - 5 6.º 4 Loëffel, Carlos Walter - Chevrolet Coupe ‘41/Super 230 - 3h50m36s2 - 5 7.º 16 Gamalero, Remo - Ford Coupe/F - 100 - 4h00m40s2 - 5 8.º 9 Marincovich, Carlos Oreste - Chevrolet Coupe/4 IA - 4h01m14s1 - 5 9.º 18 Exertier, Alberto - Ford Coupe - 4h04m04s1 - 5 10.º 24 Sampaglione, Domingo - Ford Coupe - 3h26m33s0 - 4 11.º 20 Carioli, Miguel - De Soto Coupe/Slant Six - 3h28m49s3 - 4 12.º 21 Tomietto, Oscar - Ford Coupe - 3h33m07s4 - 4 13.º 31 Canepa, Oscar - Ford Coupe - 3h43m31s4 - 4 Extensión: 619,75 km. (5 vueltas de 123,950 km) Promedio del ganador: 180,614 Km/h. Ganadores de vueltas : 1.º vuelta: coche 2 de Jorge Cupeiro con 40m13s1/5 a 184,908 km/h 2.º vuelta: coche 12 de Angel Rienzi con 40m06s4/5 a 185,399 km/h 3.º vuelta: coche 12 de Angel Rienzi con 40m37s2/5 a 183,072 km/h 4.º vuelta: coche 12 de Angel Rienzi con 41m44s1/5 a 178,188 km/h 5.º vuelta: coche 2 de Jorge Cupeiro con 42m18s3/5 a 175,774 km/h |
| 22/08      | 25 | Vuelta de Rojas                  | -                                    | 1.º Angel Rienzi (Ford F100) 2.º Norberto Polinori (Chevrolet) 3.º Raúl Cottet (Ford) 4.º Oscar Cordonier (Chevrolet) 5.º “Suky” (Chevrolet) |
| 29/08      | 26 | Doble Mar del Plata              | -                                    | 1.º 25 E.Rabbione - Chevrolet - 9h.25m.15s.60 2.º 19 H.Rey - Ford - 9h.40m.53s.20 3.º 4 O.E.Cordonier - Chevrolet - 9h.41m.25s.20 4.º 36 M.A.Tempone - Ford - 10h.00m.28s.20 Distancia recorrida: 1.621,395 km (compuesta de 2 etapas. 1.º Etapa: 838,788 km, 2.º Etapa: 782,607 km.) Promedio del ganador. 172,104 km/h |
| 05/09      | 27 | Triángulo del Oeste              | -                                    | 1.º 5 Loeffel, Carlos Walter - Chevrolet Coupe’41/Super 230 - 2h48m18s2/5 – 3v 2.º 9 Rienzi, Angel - Ford Coupe ‘40/F-100 - 2h49m17s1/5 – 3v 3.º 13 Gougy, Raul - Chevrolet Coupe/4 IA - 2h55m39s2/5 – 3v 4.º 14 Estefano, Nasif - Ford Falcon/188 - 3h02m07s0/5 – 3v 5.º 15 "Suky" - Ford Coupe/59 AB - 3h03m15s3/5 – 3v 6.º 29 Gritti, Gerardo - Ford Coupe/59 AB - 3h06m43s1/5 – 3v 7.º 17 Baldres, Rafael - Chevrolet Coupe/4 IA - 3h08m35s4/5 – 3v 8.º 7 Polinori, Norberto - Chevrolet Coupe/4 IA - 3h08m51s4/5 – 3v 9.º 21 Villa, Luis - Chevrolet Coupe/4 IA - 3h11m50s0/5 – 3v 10.º 33 Sampaglione, Domingo - Ford Coupe/59 AB - 3h12m17s4/5 – 3v 11.º 68 Posco, Oscar - Ford Coupe/59 AB - 3h14m35s2/5 – 3v 12.º 26 Colas, Floreal - Ford Coupe/59 AB - 3h16m33s3/5 – 3v 13.º 37 Silvestro, Juan Carlos - Ford Coupe/59 AB - 3h19m41s1/5 – 3v 14.º 34 Viola, Arturo - Chevrolet Coupe/4 IA - 3h20m57s1/5 – 3v 15.º 4 De Alzaga, Rodolfo - Ford Falcon/188 - 3h26m32s1/5 – 3v 16.º 51 Gonzalez, Santiago - Ford Coupe/59 AB - 3h33m18s3/5 – 3v 17.º 39 Meretta, Luis - Ford Coupe/59 AB - 3h38m38s1/5 – 3v 18.º 50 Hernandorena, Juan - Ford Coupe/59 AB - 3h49m00s0/5 – 3v 19.º 47 Leguizamon, Armando - Chevrolet Coupe/4 IA - 3h58m49s2/5 – 3v 20.º 2 Cupeiro, Jorge Enrique - Chevrolet Coupe/4 IA - 1h52m25s0/5 – 2v 21.º 8 Gimeno, Hugo - De Soto Coupe/Slant Six - 1h56m19s3/5 – 2v 22.º 22 Marsilli, Nello - Ford Coupe/59 AB - 2h06m03s1/5 – 2v 23.º 42 Vignale, Cesar - Chevrolet Coupe/4 IA - 2h17m02s0/5 – 2v 24.º 53 Volpicina, Eduardo - Ford Coupe/59 AB - 2h18m25s0/5 – 2v 25.º 24 Feijoo, Marcial - Ford Coupe/59 AB - 2h19m42s0/5 – 2v 26.º 40 Arosa, Nestor - Ford Coupe/59 AB - 2h36m52s0/5 – 2v 27.º 56 Canal, Alberto - Ford Coupe/59 AB - 2h38m14s1/5 – 2v 28.º 55 Mandalunis, Antonio - IKA - Bergantin Super 6 - 2h40m52s1/5 – 2v 29.º 49 Irungaray, Jose - Ford Coupe/59 AB - 2h43m25s4/5 – 2v 30.º 18 Luluaga, Felix - Chevrolet Coupe/4 IA - 2h47m01s1/5 – 2v Distancia recorrida: 174,200 km (pavimento 114,800 km - tierra 59,400 km) Promedio del ganador: 186,302 km/h Ganadores de vueltas: 1.º vuelta: Carlos Pairetti en 56m23s4/5 a 185,330 km/h 2.º vuelta: Carlos Loeffel en 54m58s4/5 a 190,105 km/h (Récord de vuelta) 3.º vuelta: Carlos Loeffel en 55m14s4/5 a 188,584 km/h |
| 12/09      | 28 | Vuelta de Olavarría              | -                                    | 1.º Carlos Löeffel – Chevrolet 3h 24m 13 2.º Ángel Rienzi – Ford – a 6m 1s 3.º Marcos Ciani – Dodge – a 8m 26s 4.º Rubén Roux – Chevrolet – 9m 22 5.º Erverto Rodríguez – Chevrolet 6.º Ernesto Scally – Ford 7.º Héctor Rey – Ford 8.º Rodríguez, Raúl Oscar - Chevrolet 9.º Sampaglione, Domingo - Ford 10.º Casá, Eduardo A. - Ford Promedio del ganador de 188 km 261m x hora |
| 26/09      | 29 | Vuelta de San Nicolás            | -                                    | 1.º 2- C.W.Loeffel - Chevrolet - 2h.51m.14s.40 - 34v. 2.º 3- A.T.Rienzi - Ford - 2h.51m.26s.80 34 vts. 3.º 4- E.A.Casa - Ford - 2h.54m.55s.60 34 vts. 4.º 5- N.J.E.Polinori - Chevrolet - 2h.54m.18s.40 32 vts. 5.º 24- J.Perrota Ventura - Chevrolet - 2h.51m.13s.50 31 vts. 6.º 11- R.º Rodríguez - Chevrolet - 2h.52m.55s.90 31 vts. 7.º 26- A.Shore - Ford - 2h.51m.43s.10 30 vts. 8.º 19- F.A.Maseratessi - Chevrolet - 2h.53m.56s.40 30 vts. 9.º 18- A.C.Beguerie - Ford - 2h.51m.29s.60 28 vts. 10.º 20- S.J.Gonzalez – Ford - 2h,50m.39s.60 27 vts. Distancia recorrida: 525,300 km (34 vueltas de 15,450 km) Promedio del ganador: 184,057 km/h |
| 03/10      | 30 | Vuelta de Tres Arroyos           | -                                    | 1.º 7 Casá, Eduardo Alfredo-Ford Coupe ‘40/F-100-3h52m19s2 2.º 14 Rodríguez, Everto-Chevrolet Coupe/4 IA-4h04m32s8 3.º 10 Chabert, Raúl-Ford Coupe/59 AB-4h07m29s0 4.º 13 Ríos, Armando José-Chevrolet Coupe/Super 230-4h19m53s8 5.º 11 “Sandokán”(C.Marincovich)-Chevrolet Coupe/4 IA-4h28m29s6 6.º 31 Sampaglione, Oscar-Ford Coupe/F-100-4h30m20s8 7.º 17 Gamalero, Remo-Ford Coupe/F-100-4h34m55s2 8.º 23 Bonanno, Ricardo José M.-Chevrolet Coupe/4 IA-4h39m09s2 9.º 24 Di Fonzo, Héctor-Ford Coupe/59 AB-5h16m50s0 10.º 21 “El Chacarero”-Ford Coupe/59 AB-2 vueltas NC 1 Emiliozzi, Dante-Ford Coupe ‘39/F-100-1 vuelta NC 2 Pairetti, Carlos Alberto-Chevrolet Coupe ‘37/4 IA-1 vuelta NC 4 Ciani, Marcos-Dodge Coupe ‘39/Slant Six-1 vuelta NC 5 Cordonnier, Oscar-Chevrolet Coupe/4 IA-1 vuelta NC 22 “Santos Vega”(A.Beguerie)-Ford Coupe/59 AB-1 vuelta Distancia recorrida: 633,582 km (3 vueltas de 211,194 km) Promedio del ganador: 163.361 Km/h.-- Ganadores de vueltas:--- 1.º vuelta: Marcos Ciani, en 1h16m37s4 a 165.380 Km/h. 2.º vuelta: Eduardo A. Casá, en 1h16m12s6 a 166.281 Km/h. 3.º vuelta: Eduardo A. Casá, en 1h19m11s2 a 160.022 Km/h. |
| 10/10      | 31 | 500 Millas Mercedinas            | -                                    | 1.º Ángel T. Rienzi – Ford/F-100 3h44m18s3 2.º Eduardo Casá – Ford/F-100 a 6m 39s 1/10 3.º Raúl Cottet – Ford/F-100 a 8m 24s 7/10 4.º Raúl Rodríguez – Chevrolet a 8m 57s 8/10 5.º Mario Tarducci – Chevrolet a 16m 53s 9/10 6.º Héctor Marcellino – Ford a 21m 35s 1/10 7.º Alfredo Julianelli – Ford a 23m 42s 9/10 8.º Nello Marsilli – Ford a 23m 57s 9/10 9.º Nasif Estéfano – Ford Falcon a 24m 16s 8/10 10.º Remo Gamalero – FordF-100 a 27m 50s 9/10 El promedio del ganador fue de 177 km 791 metros x hora. El récord de vueltas para Angel T. Rienzi con 53m 26s 1/10 a 186 km 583 metros x hora. |
| 17/10      | 32 | Vuelta de Junín                  | -                                    | 1.º Angel T. Rienzi – Ford – 4h 1m 40s 1/5 2.º Rubén Roux – Chevrolet a 5m 22s 3/5 3.º Erverto Rodríguez – Chevrolet a 19m 50s. 4.º Raúl Rodríguez (Chevrolet a 20m 13s 5.º Ricardo Bonano (Chevrolet a 21m 39s 2/5 6.º Armando Bergamini – Chevrolet a 21m 29s 4/5 El promedio del ganador fue de 165 km 796metros x hora. |
| 31/10      | 33 | Vuelta de San Antonio de Areco   | -                                    | 1.º Dante Emiliozzi – Ford 2h 59m 57s 1/5 2.º Eduardo Casa – Ford a 3m 33s 4/5 3.º Armando Ríos – Chevrolet a 11m 19s 4/5 4.º Jorge Cupeiro – Chevitú a 15m 23s 4/5 5.º Julio Faustino – Chevrolet a 15m 28s 1/5 6.º Aramis Tocarello m- Ford a 15s 30s 4/5 7.º Gerardo Gritti – Ford a 22m 46s 1/5 8.º Elpidio Tortone – Chevrolet a 23m 8s 3/5 9.º Ermelindo Rienzi – Ford a 23m 58s 4/5 10.º Luis Villa – Chevrolet a 25m 26s 3/5 El promedio del ganador 195 km 291 metros x hora. El récord de vueltas para Dante Emiliozzi con 43m 56s 40s 2/5. Promedio de 199,951 km/h, logrado en la 1.ª Vta. |
| 14/11      | 34 | Vuelta de Tandil                 | -                                    | 1.º Carlos W.Löeffel – Chevrolet 3h 22m 5s 8/10 2.º Dionisio Araquistain – Chevrolet a 3m 26s 4/10 3.º Armando J. Rios – Chevrolet a 10m 15s 9/10 4.º Raul Chabert – Ford a 10m 32s 9/10 5.º Elpidio Tortone – Chevrolet a 17m 31s 4/10 6.º Aquiles Rife – Ford a 1 Vta. 7.º Eduardo Usandizaga – Chevrolet a 1 Vta. 8.º Carlos Salto – Ford a 1 Vta. 9.º Domingo Sampaglione – Ford a 1 Vta. 10.º Etmelindo Rienzi – Ford a 1 Vta. El promedio del ganador fue de 170,294 km/h. El récord de vueltas para Carlos W. Löeffel con 16m 6s 60/00 a 178,26 km/h, logrado en la 4.ª. Vta. |
| 05/12      | 35 | Gran Premio                      | -                                    | 1.º Eduardo “Tuqui” Casá – Tractor/F100 39h 14m 38s 2.º José Manzano – Chevrolet 40h 50m 3.º Juan M. Bordeu – Colradita/Chevrolet 41h 39m 39s 4.º Erverto Rodríguez – Baufer/Chevrolet 41h 55m 24s 5.º Manuel Mantinián – Chevrolet 42hl6m05s 3h01m26s 6.º Hugo Gimeno – De Soto 43h 55m 2s 7.º Crispulo Villanueva – Chevrolet 43h 57m 9s 8.º Osvaldo Tosti – Ford 45h 2m l7s 9.º Juan C. Silvestro – Ford 45h 29m 43s 10.º Domingo Sampaglione – Ford 48h 24m l4s 11.º Marcial Feijóo – Ford 48h35m50s 12.º Nello Marsilli – Ford 49h 16m 25s El promedio del ganador fue de 125,845 km/h. |

## Campeonato
| Pos | Piloto          | Auto       | Puntos |
| --- | --------------- | ---------- | ------ |
| 1.º | Dante Emiliozzi | Ford F100  | 79     |
| 2.º | Jorge Cupeiro   | Chevrolet  | 75     |
| 3.º | Eduardo Casa    | Ford F100  | 69,50  |
| 4.º | Carlos Loeffel  | Chevrolet  | 58     |
| 5.º | Angel Rienzi    | Ford F 100 | 54     |